# Dragušica
Dragušica (Lat. Scolymus), biljni rod od tri vrste korisnog dvogodišnjeg raslinja iz porodice glavočika (Asteraceae). Španjolska dragušica raste u primorju na kamenjarskim pašnjacima, a odlikuje se nazubljenim trnovitim listovima i žutim cvjetovima.
Ime roda dolazi po grčkom skolos (trn), zbog trnovitih listova. 

## Vrste
1. Scolymus grandiflorus Desf.; Mediteran.
2. Scolymus hispanicus L.; španjolska dragušica, Mediteran. Uvezena u obje Amerike i Australiju.
3. Scolymus maculatus L. ; Mediteran, uvezena u Sjevernu Karolinu.